# Dávid Ilona (közgazdász)
Dávid Ilona (Tata, 1972. december 30. –) magyar közgazdász, 2010 óta a GYSEV Zrt. igazgatóságának elnöke, 2012–2018 között a MÁV Zrt. elnök-vezérigazgatója, 2018-tól a Volánbusz és a DAKK Zrt. elnök-vezérigazgatója, valamint a további öt regionális autóbusz közlekedési központ (ÉMKK Zrt., DDKK Zrt., ÉNYKK Zrt., KNYKK Zrt., KMKK Zrt.) igazgatóságainak elnöke. 2019. október 1-jétől a regionális közlekedési központok beolvadásával létrejött VOLÁNBUSZ Zrt. elnök-vezérigazgatója. 2020 őszétől a George’s Venture Capital (GVC) Zrt. vezérigazgatója. A magyarországi üzleti világban a legrangosabb női vezetőként tekintenek rá; 2017 óta, 2020-ban már a negyedik alkalommal, a Forbes legbefolyásosabb magyar nőkről készített éves listáján  vagy az első, vagy a második helyezést érte el.

## Életpályája
A budapesti Pénzügyi és Számviteli Főiskolán szerzett közgazdász képesítést, majd okleveles közgazdászként végzett a Nyugat-magyarországi Egyetem vezetés és szervezés szakán.
Szakmai pályafutását a SPAR kereskedelmi lánc magyarországi vállalatánál kezdte könyvelőként. Öt évvel később főkönyvelői pozícióból váltott munkahelyet, az acélipari gyártással foglalkozó Dunaferr Dunai Vasmű pénzügyi és számviteli igazgatójának nevezték ki. Ezt követően a Lukoil magyarországi vállalatának gazdasági vezetője lett. A Duna Autó Zrt. gazdasági vezetőjeként rövid kitérőt tett a gépjármű-kereskedelem területére, majd 2005-től a Magyar Államvasutak Zrt. (MÁV) könyvelési részlegének vezetőjeként helyezkedett el.
2010-től a Győr–Sopron–Ebenfurti Vasút Zrt. (GYSEV) elnök-vezérigazgatója lett, majd a VOLÁNBUSZ Zrt. integrációjának előkészítését kapta feladatul.

### A MÁV élén
2012 májusától 2018 augusztusáig volt a MÁV Zrt. elnök-vezérigazgatója, a vasúttársaság első női, a rendszerváltás óta pedig a leghosszabb ideig hivatalban lévő első számú vezetője. Mellette a GYSEV elnöki feladatait is ellátta.
A MÁV-csoport szervezeti egyszerűsítésével újra egységessé tette a korábban széttagolt vasúttársaságot, irányítása alatt jelentősen csökkent a vállalatcsoport adósságállománya. A MÁV Zrt.-nél évtizedek óta elsőként pozitív üzemi eredményt és konszolidált csoportszintű eredményt sikerült elérnie.
2012 és 2018 között az Európai Vasúti és Infrastruktúra Társaságok Közössége (CER) vezető bizottsági tagja, a Nemzetközi Vasútegylet (UIC) európai vezető bizottsági tagja, valamint a Transzszibériai Szállítások Koordinációs Tanácsának (TSZKT) elnökhelyettese.
2016 és 2019 között a HUNGRAIL Magyar Vasúti Egyesület elnöke és a Dunaújvárosi Egyetem Konzisztóriumának elnöke.
2017-ben a  Stratégiai- és Közszolgáltató Társaságok Országos Szövetségének (Stratosz) társelnökévé és a MOL Magyar Olaj- és Gázipari Nyrt. felügyelő-, valamint audit bizottságainak tagjává választották. Ugyanezen év szeptemberében a Európai Vasúti és Infrastruktúra Társaságok Közössége (CER) közgyűlése – egyedüli nőként – alelnökei közé választotta. A 2018–2019. évekre szóló alelnöki megbízatást a CER vezető bizottsági tagsága mellett látta el.

### A Volánbusz élén
2018-ban kinevezték a Volánbusz és a DAKK Dél-alföldi Közlekedési Központ Zrt. elnök-vezérigazgatójává, valamint a további öt regionális autóbusz közlekedési központ (ÉMKK Észak-magyarországi Közlekedési Központ Zrt., a DDKK Dél-dunántúli Közlekedési Központ Zrt, az ÉNYKK Északnyugat-magyarországi Közlekedési Központ Zrt., a KNYKK Középnyugat-magyarországi Közlekedési Központ Zrt. és a KMKK Középkelet-magyarországi Közlekedési Központ Zrt.) igazgatóságainak elnökévé.
Feladatául a cégek működésének megújítását tűzték ki. 2019. október 1-től országszerte egyetlen állami vállalat, a Volánbusz Zrt. végzi a helyközi autóbuszos közösségi személyszállítást. A hat regionális közlekedési központ egyesülésével, az összesen közel 19 ezer dolgozóval Magyarország harmadik legtöbb munkavállalót foglalkoztató állami társasága jött így létre. Az autóbuszos közlekedési vállalat integrációjátójának célja az eredményesebb, hatékonyabb működés.
GVC GROUP
A rá bízott feladatot, a Volán-társaságok újjászervezését elvégezte, két év után távozott az egyesített vállalat éléről Dávid Ilona. A György Tamás és családja kezében lévő GVC George's Venture Capital Zrt.-nél ősz óta dolgozik vezetőként. Ahogy a Forbesnak mondja: „Mostanra hosszú távon tettem le mellettük a voksom.”
GVC George's Venture Capital Zrt.
A GVC GROUP legismertebb leányvállalata a közétkeztetésben itthon piacvezető Hungast. Agrárérdekeltségeik a VillGroup Csoport alatt egyesülnek, a Villányi Szársomlyó Kft. szántóföldi növénytermesztést végez több mint 2657 hektáron, sertéstenyésztést évi majdnem 30 ezer állattal, és a Batthányi Pincészet is hozzájuk tartozik. E mellett létesítménykezelés, sportegyesületek is a család tulajdonát képezik. Legutóbb a GVC GROUP több mint hétmilliárd forint tőkét vont be a Magyar Nemzeti Bank (MNB) kötvénykibocsátási programján keresztül.
Dávid Ilona a vállalat minden területének stratégiájáért felel, szervezetfejlesztésen dolgozik, miközben napi operatív irányítási feladatokat is ellát.

### A George's Venture Capital (GVC) Zrt. élén
2020 őszétől a GVC George's Venture Capital Zrt. vezérigazgatója. A George’s Venture Capital anyavállalatként számos szolgáltatási, mezőgazdasági cégben, sportegyesületben érdekelt, tevékenysége a vadgazdálkodási ágazatra is kiterjed. Legismertebb leányvállalata a Hungast, amely itthon piacvezető a közétkeztetésben, de a társaság portfóliójához tartozik nagyvállalatok, szociális és egészségügyi intézmények kiszolgálása is, illetve kiemelt rendezvények protokollszolgáltatása. A GVC George's Venture Capital Zrt. vezérigazgatójaként a holding agrárérdekeltségeit magába foglaló VillGroup vállalatcsoport stratégiai irányítását is végzi, amelynek része a hazai agrárágazat jelentős szereplői között számon tartott, szántóföldi növénytermesztést és sertéstenyésztést végző Villányi Szársomlyó Kft., valamint a népszerű borokat előállító Batthányi Pincészet is. A holdingvállalat munkavállalói létszáma közel 3500 főt számlál.

## Díjai, elismerései
A nemzetközi vasúti kapcsolatok erősítésében végzett tevékenységéért 2013-ban Golden Chariot (Arany Fogat) díjat kapott, amely az orosz parlament és az orosz közlekedési minisztérium egyik legmagasabb szakmai kitüntetése.
A hazai vasúti közlekedési ágazat megújítása és folyamatos működtetése érdekében végzett példaértékű munkája elismeréseként 2014 augusztusában a Magyar Érdemrend Lovagkereszt polgári tagozat kitüntetést vehette át.
2015-ben megkapta a "Köz Szolgálatáért Érdemjel" arany fokozatát.
2017-ben a Magyarországi Logisztikai Szolgáltató Központok Szövetsége "Logisztikai Érdemrend" díjban részesítette.
2017-ben és 2018-ban a Forbes őt választotta a legbefolyásosabb magyar nőnek az üzleti életben. Ezt követően mind  2019-ben, mind  2020-ban a Forbes-lista második helyén végzett.

## Társadalmi szerepvállalása
2010 és 2018 között  a Győr-Moson-Sopron Megyei Közlekedési Balesetmegelőzési Bizottság tagja.
2016 és 2019 között a Dunaújvárosi Egyetem Konzisztóriumának elnöke, 2016 júliusától 2019 májusáig a HUNGRAIL Magyar Vasúti Egyesület elnöke.
2017-től a Vasutas Önkéntes Nyugdíjpénztár Igazgatóságának elnöke.
2020 szeptemberétől a Sí Szövetség alelnöke.

## Nemzetközi szervezetekben betöltött tisztségei
A MÁV elnök-vezérigazgatójaként a Európai Vasúttársaságok és Infrastruktúra Üzemeltetők Közössége (CER) Vezető Bizottsági tagja, A Nemzetközi Vasútegylet (UIC) Európai Vezető Bizottsági tagja, a Transzszibériai Szállítások Koordinációs Tanácsának (TSZKT) elnökhelyettese volt.

## Családja
Elvált, két felnőtt gyermek édesanyja.